# Batman (Sega Mega Drive)
Batman — El videojuego (o simplemente llamado Batman) es un videojuego de acción y aventura desarrollado y publicado por Sunsoft, y está basado en la película homónima de 1989. Los críticos quedaron impresionados por sus gráficos, sonido y jugabilidad. Al igual que la versión de NES fue un éxito comercial, pero debido a las normas que tenía Nintendo de exclusividad, está versión del juego fue totalmente modificada para no tener problemas legales.

## Niveles
- Calles de Ciudad Gótica: En este nivel Batman pelea con numerosos villanos a lo largo de las calles de Gótica.
- Fabrica de químicos AXIS: Batman tendrá que atrapar a Jack Napier y derrotar a todos sus secuaces, cuándo Batman encuentra a Napier tendrá que enfrentarse a él y arrojarlo a un tanque de ácidos, a partir de lo cual se convierte en El Guasón.
- Museo Flugelheim: el Guasón ataca el Museo de la ciudad y cita a Vicki Vale. Batman debe enfrentarse a sus secuaces y rescatarla.
- Batimóvil: Batman y Vicki Vale escapan del Guasón con el Batimóvil.
- Por el cielo de Ciudad Gótica: Batman tendrá que usar el Batplane para destruir los globos del Guasón que contienen gas tóxico.
- Catedral de Ciudad Gótica: Batman tendrá que enfrentarse a varios enemigos mientras sube la torre de la catedral hasta llegar al campanario, donde tendrá lugar su enfrentamiento final con el Guasón.

## Similitudes y diferencias con la versión de NES
A diferencia de la NES, la historia de esta versión se compadece más con la trama de la película. Además aquí se pueden usar 5 armas únicas mientras que la versión de NES solo permite 3, la versión de Genesis tiene sólo el Batarang como un arma especial con limitada continúa. El gancho es un elemento adicional para la versión de Genesis. Una diferencia que tiene el videojuego con la película es que en la película Batman trata de salvar a Naiper cuándo va a caer a los ácidos, y en esta versión Batman golpea a Naiper y este cae a los ácidos. 
Además al igual que la versión de NES, la música fue compuesta por el veterano Naoki Kodaka.

## Recepción
Batman tuvo principalmente críticas positivas, aunque la mayoría de sus críticas provenían de revistas japonesas.